# WAP (曲)
"WAP" (Wet-Ass Pussyの略で「ずぶ濡れの女性器」の意)は、アメリカのラッパーであるカーディ・Bによる楽曲で、同じくアメリカのラッパー、メーガン・ザ・スタリオンをボーカルとしてフィーチャーしている。2020年8月7日に、カーディ・Ｂの2作目のスタジオアルバムのリードシングルとして、アトランティック・レコードからリリースされた。音楽的には、ヘビーな低音とドラム・ビートが特徴的なヒップホップ・ソングで、ボルチモア・クラブ（ブレイクビーツとハウスを融合した音楽ジャンル）で有名なフランク・スキーのシングル『Whores in This House』(1993年）からのサンプリングも印象的である。歌詞のなかでカーディ・Ｂとメーガン・ザ・スタリオンは、どうすれば男が自分を喜ばせれられるのか、様々な性行為をあげながら歌っている。
『WAP』は、そのセックス・ポジティブなメッセージ性や女性ををエンパワメントする内容から批評筋からも幅広い支持をえて、ローリング・ストーンやNPRをはじめ、さまざまな媒体のランキングで、2020年のベストソングに挙げられている。 一方で、社会的保守派の識者のなかには、露骨に性的な歌詞をあげつらい批判する人間もあらわれた。Billboard Hot 100では女性のラッパーがコラボした楽曲では史上初の初登場1位を記録し、アメリカでのリリース初週のストリーミング再生数の記録も更新した。この曲はカーディ・Ｂにとっては、アメリカで4作目の、メーガンには2作目のナンバーワン・シングルとなった。アメリカのシングルチャートでは4週にわたって首位を維持し、他の国でも何週にもわたってナンバーワンを記録した。『WAP』は2020年に始まったBillboard Global 200でも初代のナンバーワン・シングルとなり、3週にわたって1位を獲得した。IFPIによる年間シングルチャートでも11位となっていいる。2022年3月の時点で、アメリカレコード協会によって7度のプラチナ認定を受けている。
コリン・ティリーが監督したミュージック・ビデオは、様々な女性有名人がカメオ出演していることも特徴である。例えばカイリー・ジェンナー、ノーマニ、ロザリア、ラトー、スキハナ、ルビ・ローズなどが顔を出している。また『WAP』はYouTubeで女性同士がコラボした曲での、公開後24時間以内の最多再生数の記録を達成している。カーディ・Ｂとメーガンは第63回グラミー賞でこの曲のライブパフォーマンスを披露している。

## リリース
| カーディ・B（左・2021年）とメーガン・ザ・スタリオン（右・2019年） |  | カーディ・B（左・2021年）とメーガン・ザ・スタリオン（右・2019年） |
| カーディ・B（左・2021年）とメーガン・ザ・スタリオン（右・2019年） |  |                                                                   |

2020年8月3日、カーディ・Ｂは近くメーガンとのコラボ楽曲をリリース予定であることを明かし、同時にソーシャルメディアでカバーアートを披露した。3日後の8月6日には、Instagramを通じて8月7日にミュージックビデオを公開予定であり、さらにそのビデオは自主規制したバージョンのトラックを使っているとも。アメリカのラジオ局にはいわゆるクリーン・バージョンが提供されたが、 このバージョンはフックの部分で「wet-ass pussy」が「wet and gushy」に置き換えられるなど、さまざまな自主規制がされていた。『WAP』はカーディ・Ｂにとっては2020年にリリースした最初の曲であり、メーガンにとっては元恋人のラッパー、トリー・レーンズから銃撃を受けて足を怪我するという事件以降は初のリリースだった。カーディ・Bはさらに、この曲が発売を控えている2作目のスタジオアルバムに収録予定であることも明かしていた。

## 制作と構成
『WAP』は「Wet-Ass Pussy」の略語（アクロニム）である。カーディ・Bは、歌詞を書いては録音したものを聞き、また歌詞に手を入れるということを繰り返した。フックの部分も、決定にいたるまでに様々なバージョンが書かれている。カーディ・Bとメーガンは、お互いのスタイリスト同士を通じて知り合った。カーディ・Bはロサンゼルスでメーガンと打ち合わせを終えると、自分のチームにメーガンとのコラボを検討していることを伝えた。数日後には二人はお互いに自分のトラックを送りあっている。カーディ・Bはビジネス・パートナーだったブルックリン・ジョニーに『WAP』を渡している。カーディ・Bから歌詞を受け取ったエンジニアたちは、ボーカルの編集やミックス作業を開始し、同時によりフックを強くするためにビートメイクやリズムアレンジの加工を進めた。
『WAP』は楽曲ジャンルとしてはヒップ・ホップ、トラップ、ダーティ・ラップにあたり、ヘビーな低音とフランク・スキーの『Whores in This House』(1993年）からのヘビー・サンプリングが特徴である。スキーは、曲がリリースされる直前にTwitterで何らかの形で作品に自分が関わっていることをほのめかしていた。この曲のクレジットには、カーディ・B、メーガン・ザ・スタリオン、プロデューサーのアヨ・ザ・プロデューサーとキーズ、スキー、パーディソン・フォンテーヌの名が入っている。

## 受容と評価

### 音楽批評
『WAP』は、音楽メディアを中心に幅広い支持を得た。ピッチフォークのレイキン・スターリングは、この曲を「ラップ界で知らぬ者はいない2人が息を合わせその個性が爆発している、クソほどひどいバップ〔bop; 最高の曲〕だ」と表現している 。ニューヨーク・タイムズのジョン・カラマニカは「単なる出来事の記録がその出来事自体を超えてしまった」曲であり、２人のラッパーはどちらもこの「低俗さを愉しむ」曲のなかで「溌剌として、辛辣で、強烈なほど…鮮やかなディティールがひかっている」と述べている。ビルボードのラニア・アニフトスは、この曲を「ヒリつくようなバンガー〔banger; 盛り上がる曲〕」と呼んでいる。ロサンゼルス・タイムズのマイケル・ウッドによればこの曲は「下品で、意地が悪くて、セックス・ポジティブの勝利への喜びにあふれて」いるが、「何よりも注目すべきなのは、女性ボーカルの躍動感である。完璧に表現された歌詞に二人がとびかかり、肉をかみちぎるように言葉を扱う様をみてほしい」。この曲におけるカーディ・Bの声は「ハスキー」 であったり、「スタッカート」といわれる。
ドリーム・マクリントンはガーディアンに「大ヒットしたコラボレーション作品は…サマーソングとしては遅いリリースにであることはともかく、女性をエンパワーし、お堅い人を怒らせる内容だ…がそのやり方は歓迎されるべきで、お叱りなどをうけるいわれはない」。 文化評論家のテイラー・クランプトンはNPRの番組で、２人のラッパーについてこう語っている。「すでに女性のセクシュアリティに関するアイコンにすらなっているこの曲によって」「ラップというジャンルに女性のラッパーたちが一体感を得る新たな時代をもたらした」。クランプトンはこの曲のメッセージを次のように言い換えて評価している。「もし私のそばに来たいなら、私の性的欲求を満たす能力を持っていなければならない。欲求というのはこういうこと」。

### 保守層からの反応
『WAP』はアメリカ国内の社会保守派（social conservative）の多くから批判を浴びた。主に、この曲が攻撃的でありわいせつである上に、アメリカの文化や社会に有害であるという理由だった。共和党議員のジェイムズ・P・ブラッドレイはそれが「カーディ・Bとメーガン・ザ・スタリオンが神も強き父親も知らずに育った結果」であり、この曲を聴いてしまった自分の耳を「聖水で洗浄」したいとTwitterでコメントしている。 同じくカリフォルニア州選出の共和党議員、ディアナ・ロレインも、この曲が「あらゆる女性のジェンダー問題を10０年は後退させた」だけでなく、2人の女性ラッパーが曲を通じて「何らかの形で女性のエンパワメント」ができたと考えるならば「完璧な間違い」だと述べている。
曲を擁護する側は、こうした批判についてアーティストへの理解が足りないと主張している。サンゼルス・タイムズのオーガスト・ブラウンは、ブラッドレイの意見とは正反対に、メーガンは「強い父親像を持っており」、カーディ・Bも「むしろ信仰に篤いタイプである」と証言している。ソーシャル・メディアでは、ディアナ・ロレインが女性を擁護するかのような言葉遣いで、２人の女性が作り上げた曲を中傷していることについて非難の声が集まった。
メーガン・ザ・スタリオンは、GQのインタビューでロレインのコメントに触れていて、ロレインが「この曲を文字通り最後まで聞くはめになったこと」を嗤っている。さらに、ロレインをはじめとしてこの曲を批判している人間は『Wet-Ass Pussy』を持っていないに違いないとも語っている。
保守派の政治コメンテーターであるベン・シャピーロもこの曲のメッセ―ジ性について、自分が投稿した動画のなかで歌詞を引用しながら（その多くを「Pワード」のように婉曲に表現して自主規制していたが）批判している。シャピーロは皮肉をこめて「これがフェミニズムが戦ってきた理由だ」ともコメントしている。
シャピーロの動画はさまざまなニュースメディアやこの曲のファンからの罵倒の対象となった。 特に膣分泌液についての発言は、不正確だと有名な産婦人科医からも批判されている。ソーシャル・メディアでも、彼のコメントが「ブーメラン」であるという批判がみられた。つまり、シャピーロは自身の妻をふだんから性的に満足させていないので膣分泌液について不案内なのではないかという詮索である。アルワ・マダウィはガーディアンに次のような文章を寄稿している。シャピーロの反応は「自分のセクシュアリティを自分で管理する女性が…保守派をいら立たせている」物言わぬ証拠であり、シャピーロは「女性の身体の構造についてたいして詳しいとも思えない」。

### 社会的インパクト
雑誌のコンプレックスによれば、この曲は「女性のエンパワメントのお手本」である。曲に登場する女性は「悪びれることなく自分自身」を表現しているからだ。ウォール・ストリート・ジャーナルのニール・シャーは、この曲が「女性ラッパーにとっては大転換期」であり「ヒップ・ホップの歴史にいまだかつてない記録を女性アーティストが刻んだ記念碑」的作品であると表現している。ニューヨーク・タイムズのベン・シサリオによれば「トップを獲得した曲のなかでもっとも露骨な作品であることはほぼ疑いようがない」。またSlateでは「これまでにビルボードで1位になった曲のなかで最も下世話で最も性的に露骨」な作品とも称された。BBCのニック・レヴィンはこの曲が成功したことで、多くの女性アーティストが「自分たちの望むものについて気取らずに書ける」空間をつくりだした、「女性が性に対して主体的に行動することへの賛美」とみなしている。Billboard のカール・ラマーは、この曲の成功について「深い意義があり」「あらゆる形で、カーディ・Bの一挙手一投足が文化に影響を与えたという意味で、狡猾なトロイアの木馬」に等しいと表現している。The Independent で音楽産業のありようをこの曲の商業的な成功が変えたという趣旨の記事で、ミーシャ・フレイザー＝キャロルは「2020年という時代の空気をとらえた、紛れもなくこの年のヒット作」と称賛している。あるコンプレックスの編集委員は、この曲を「エンパワーのためのアンセム」であり、2020年において「二人の黒人女性のパフォーマンスによって記録を更新した曲」であり「最もピュアな形で届いたインパクト」のある作品と称している。Rolling Stoneは保守層の逆鱗に触れ社会的な反発がおこったことも、この曲の「ポップカルチャー的インパクト」を生んだと分析している。
2022年10月22日、マドンナは写真集「SEX」の刊行30周年を迎え、その現代ポップ・カルチャーにおけるインパクトについて思索を重ねていた。この日、マドンナはInstagramのストーリーで、自分が（キム・カーダシアンの2014年の『Paper』誌の表紙や、マイリー・サイラスの「レッキング・ボール」と並んで）『WAP』の成功の地ならしをしたと語り、最後に「"You're welcome bitches …….🤡"〔ママ〕」でストーリーを終わらせた。カーディ・Bはこれを侮辱と受け取り、翌日「あのアイコンには失望。一時代を築いた人なんじゃないの」とツイートした。 しかし彼女はその日の遅くに、マドンナとやりとりをしてとても「よかった」（beautiful）と語り、一連のツイートを削除した。

## ミュージックビデオ
コリン・ティリーが監督したミュージックビデオでは、『WAP』のクリーンバージョンが使われている 。カーディ・Bによれば、収録に参加するスタッフ全員のCOVID-19検査だけで10万ドルかかったという。YouTubeでは公開初日に2600万再生を超え、女性だけでコラボした動画が投稿されて24時間以内の最多記録を更新した。ビデオの共同クリエイティブ・ディレクターであるパティエンス・フォスターは、パワフルな女性だけの館というアイディアを提供したのもカーディ・Bであると証言している。
ミュージックビデオのなかでカーディ・Bとメーガンは、けばけばしい館のなかを歩いていく。冒頭で二人が身に着けているのは、ニコラス・ジェブランのドレスとオペラグローブであり、二人ともアップスタイルで髪を高く巻き上げている。蛇型のドアノッカーがカメラに襲い掛かり、場面が変わる。カーディ・Bによる最初のバースでは、蛇に囲まれた部屋で二人が寝そべったシーンに移る。次の場面では、腕と足の部分がメッシュになったティエリー・ミュグレーのボディスを着た二人が、グリーンとパープルで構成された空間に現れる。そしてカイリー・ジェンナーがカーディ・Bのいる部屋まで廊下を歩いていく。次のバースでは、胸をあらわにしたロングスリーブのボディスーツを着たカーディ・Bが、レオパードがテーマの部屋に登場する。スーツもニプレスも、ブランドはマグラー（Mugler）である。一方でメーガンはホワイトタイガーがテーマのバスルームにいて、ジュライ・ジグマン（Juraj Zigman）の衣装に身を包んでいる。続くプールの場面で二人が踊っているダンスは、ジャケル・ナイトが振り付けしたものである。ミュージックビデオには、ジェンナー以外にも、ノーマニ、ロザリア、ラトー、スキハナ、ルビ・ローズが出演している。

### 受容と評価
Billboardのトレヴァー・アンダーソンは、このミュージックビデオは「単なるプロモーション動画からポップカルチャーの一大現象に変身をとげた」とコメントしている。ローリング・ストーンのクレア・シェーファーとアルテア・レガスピは、このビデオを「エロティック」であり「官能的」と評価している。クリス・マーフィーはニューヨーク・マガジンが運営するウェブサイトVultureに、このビデオは「まるでドクター・スースの世界だが、それを愉快な形でNSFWに仕上げている」という文章を掲載した。ブリアンナ・ホルトはコンプレックス (雑誌)でで「このミュージックビデオのリリースはこの上ないほどタイムリー」であり、セットは「自分たちのセクシーな技をみせつけようとする女性だらけの屋敷」と表現している 。ドリーム・マクミランはThe Guardianの記事において、このビデオが「女性の官能性やセクシュアリティをあけすけなまでに称揚しており」、さらに「はにかみや遠慮などはなく、女性のセックスへの欲望を声高に、はっきりと表現しているのである。このビデオの中心になっているのは、主体的・積極的に参加する女性たちなのだ」。 映画評論家絵のタイ・バー(Ty Burr) も、ボストン・グローブに寄稿しており、「とんでもなく挑発的」なビデオであるために「いまユーチューブのカーディ・Bに怒りのこぶしをふりあげている」大人たちは、30年前にはMTVで流れる、性的な興奮をさそうミュージックビデオに喝采を送っていたはずだと指摘している。さらにバーはそんな大人たちも親になったときに「かつて持っていた若さゆえの自由へのあこがれを忘れてしまったのか」とも。そしてかつての煽情的なビデオとの違いについて、『WAP』においてあっけらかんと性の喜びについて歌っているのが黒人女性であることを挙げている。バーはロココ美術の例を引きながら、有色人種が抑圧の解放の役割をついて引き受けるのは、アメリカではまだまだタブーである場面が多い、と論じている。
ワシントン・ポストのアリッサ・ローゼンバーグは、かつてアメリカのポップ・カルチャーのメインストリームに登場してきた非常に露骨に性的なコンテンツのなかでも、このビデオが「女性の性の喜びに対する賛歌」たりえていると評価し、また「2020年という奇妙な年」においてはこのMVをめぐる「文化戦争の勃発も爽快なまでに日常時」と表現している。インデペンデントのミシャ・フレイザー＝キャロルは、ビデオが「あまりにばかばかしく」「過剰すぎて滑稽なほどだが、一方で完全に催眠術のようで」「別の宇宙で進行しているかのように感じさせる」と述べている 。映画レビューサイトのIndieWireでは、レオナルド・エイドリアン・ガルシアが「ストリップクラブのやりかたでハイプ・ウィリアムズとティム・バートンをミックス」したようだと語っており、さらに「ひとから注目を集めるビデオ」であり、それ自体が生み出した「非常にくだらない論争の避雷針」と化しているが、ビデオとしては「賞賛に値する」と評価している。
音楽メディアサイトのPitchforkに寄稿したエリック・トーレス は、ミュージックビデオが「この年のベストワンであることはすぐわかる」と述べ、「なんの臆面もなくセックスポジティブネスを歌い上げる、２人のラッパーの声からただ紡がれる、力強いセルフエンパワメントの体現」がみられると評価している。Complexでジェシカ・キミニーは、このビデオが「鮮やかな映像表現、グラマラスな衣装、独特のトリップ感、ダイナミックな振付」などにより「世間の話題を独占」し「ポップカルチャー史に残る誰もが無視できないモーメント」をつくりだした。さらに「2020年のビデオのクオリティに一つの基準を打ち立て、たとえば私たちが新年を迎えるときのように、他のアーティストたちに反省や努力をよびかけるものになっている」。

### その他の反応
ミュージックビデオへのカイリー・ジェンナーのカメオ出演はファンからは不評だった 。ソーシャルメディアの利用者の多くが、キャストのほとんどが黒人のなかでジェンナーが出演することについては不平の声をあげていたが、これには彼女に文化の盗用疑惑があった過去も影響していた。後にカーディ・Bは、ビデオにジェンナーが登場しているのは、自分の親友だからで、「なんでもかんでも人種でやりたいわけじゃない」と発言している。アメリカの署名サイトChange.orgでは、彼女をビデオから降板させるための署名が始まったが、それについてコメントを求められたディレクターのパティエンス・フォスターは「くだらない」と返している。
ビッグ・キャット・レスキュー（Big Cat Rescue）のCEOでありNETFLIXのドキュメンタリー「タイガーキング」にも出演しているキャロル・バスキンは、このビデオに大型のネコ科動物が登場することに反対する発言をしている。Billboardに宛てた声明によると、このミュージックビデオは、富裕層に大型のネコ科動物をペットにするよう働きかけている。「無知なフォロワーには同じことをして真似してみたいと思うものも現れるだろう」、「スタジオのグリーンバックの前で合図にあわせてネコたちを動かすために、生き物をぶって、脅して、飢えさせることで稼いでいるひも野郎の誰かと取引をした」のだろうとも。カーディ・BはViceのインタビューでこの件に触れて、「この話についてキャロル・バスキンの話に付き合うつもりはない」「だって、あまりにばかばかしいでしょ？」「しょうもない自分の旦那を殺したお嬢さんでしょ」と答えている。動物の倫理的扱いを求める人々の会（PETA）の代表も同様にこのビデオにおける動物の演出について問題視しており、独自にBillboardへ声明を出している。それによれば「CGではなく実際に動物が使われていたら、動物は搾取してもOkurrrというメッセ―ジが発信されている。しかしそうではない。もしカーディ・Bとメーガン・ザ・」タリオンが本当に子猫（プッシー）の解放に関心があるのであれば、不幸な大型ネコ科動物を小道具として使用するはずはないだろう」。

## ライブパフォーマンス
『WAP』のライブパフォーマンスは、メーガン・ザ・スタリオンが20202年8月29日に、ストリーミングサービスのTIDALで行ったものが最初である。 カーディ・Bとメーガンが２人そろって行った最初のライブパフォーマンスは、2021年3月13日にCBSで放送された第63回グラミー賞である。ホストのトレバー・ノアは曲を紹介する前に「もしそばに小さなお子さんがいたあ、この曲は猫をお風呂にいれてあげるときの曲だと説明してください」とコメントした。コーラス部分は自己検閲バージョンでは「wet and gushy」に置き換えられていたが、さらに「wet, wet, wet」に変更ｓれた。Billboardは二人のパフォーマンスを第63回のセレモニーにおいてベストだったと評価しつつ「前代未聞の、異常な狂気に満ちたテレビデビューに違いない」とコメントした。音楽評論家のジョン・カラマニカは、このときのパフォーマンスについて「グラミー賞では前例があったとしても非常にレアなことだが、ワイルドかつチャーミングな卑猥さがあり、快活であり、本物だった」と表現している。一方でこのときは「家族向けでない」という批判もあった。 2022年、ローリングストーンは、当時のパフォーマンスを25の「グラミー賞での史上最も偉大なパフォーマンス」の一つに挙げているが、WAPは25曲のうちで唯一の女性によるラップソングだった。

## カバーバージョン
2020年8月10日、ラッパーのサファリ―は、WAPのリミックスバージョン『B.A.D』（"Big Ass Dick"の略）をリリースした。カバーアートには、カーディ・Bとメーガンにはさまれて、女性（おそらくサファリ―の妻エリカ・メナ））から疑似フェラチオをされているサファリ―が描かれていた。このリミックスバージョンは、ソーシャルメディア上では、オリジナルのリリースから間もないタイミングであることをいぶかしむWAPのファンたちから酷評をうけた。同じく8月10日には、当時獄中にいたダンスホールレゲエのヴァイブス・カーテルが、フリースタイル・ラップでのリミックスを発表しているが、こちらはカーディ・Bから熱狂的に受け入れられた。
ラッパーのプライズも8月14日に『P-Mix』をリリースしており、好意的に受け入られている。カントリーシンガーのマルゴ・プライスはザ・デイリー・ショーで、音楽におけるセックスにまつわるダブルスタンダードについて語る流れのなかでビデオ出演して『WAP』のアコースティックバージョンを披露した。ローストーンのクレア・シェファーは、プライスのカバーについて語り「プライスが彼女の才能をあますことなくこの曲に注いだことで、まる「wet ass pussy」に捧げる本物の国歌のように響いた」とコメントした。パロディ系のYoutuber、ラーディ・Bは、タイトルの略語を「"Wet-Ass Pussy"」から「"Wings and Pizza",」に置き換えて料理を使って曲をパロディした動画を8月14日に公開している。
ラッパーのクヴィーン・ハーヴィ(Qveen Herby)は、 8月2０日にプロも―ショナル・シングルとしてWAPをバロック・ポップにアレンジしたカバーをリリースした 。ドラァグ・クイーンのレディ・バニーとフローティラ・デバージは、8月28日にパロディソングの『DAP』（つまりDry-Ass Pussyの略）を出している。WAPと1986年のミュージカル『オペラ座の怪人』のメインテーマをかけあわせた動画がTiktokに投稿されると、テーマの作曲をしたアンドルー・ロイド・ウェバーがそれをピアノで弾いている動画を投稿している。 スコットランドのロックバンド、ビッフィ・クライロは2020年9月3日にBBCラジオ1の番組ライブ・ラウンジでWAPのカバーを演奏している。

## ランキング・受賞歴

### ランキング
"*" はランキング内で順位がないもの
| メディア                            | ランキング                          | 順位 |        |
| ----------------------------------- | ----------------------------------- | ---- | ------ |
| BBC                                 | The Best Singles of 2020            | 1    | [ 73 ] |
| Billboard                           | The Best Songs of 2020              | 5    |        |
| Billboard                           | The 20 Best Rap Songs of 2020       | 2    | [ 74 ] |
| Billboard                           | The 25 Best Music Videos of 2020    | 3    |        |
| Complex                             | The Best Songs of 2020              | 5    | [ 38 ] |
| Complex                             | The Best Music Videos of 2020       | 1    | [ 52 ] |
| Los Angeles Times                   | The 50 Best Songs of 2020           | *    | [ 75 ] |
| The New York Times (Jon Caramanica) | Best Songs of 2020                  | 7    | [ 76 ] |
| NME                                 | The 50 best songs of 2020           | 1    | [ 77 ] |
| Pitchfork                           | The 100 Best Songs of 2020          | 1    | [ 78 ] |
| Pitchfork                           | The 36 Best Rap Songs of 2020       | *    | [ 79 ] |
| Rolling Stone                       | The 50 Best Songs of 2020           | 1    |        |
| Rolling Stone                       | The Best Pop Collaborations of 2020 | *    |        |
| Rolling Stone                       | The 100 Greatest Music Videos       | 93   |        |
| Time                                | The 10 Best Songs of 2020           | 2    |        |

| 年   | アワード                                 | 部門                                                                 | 結果       | 出典          |
| ---- | ---------------------------------------- | -------------------------------------------------------------------- | ---------- | ------------- |
| 2020 | American Music Awards                    | Favorite Song – Rap/Hip-Hop                                          | 受賞       |               |
| 2020 | American Music Awards                    | Collaboration of the Year                                            | ノミネート |               |
| 2020 | ARIA Charts Awards                       | ARIA Top 50 Singles Chart Number One Awards                          | 受賞       | [ 80 ]        |
| 2020 | HipHopDX Awards                          | Best Hip-Hop Music Video of 2020                                     | ノミネート | [ 81 ]        |
| 2020 | MTV Video Music Awards                   | Song of Summer                                                       | ノミネート | [ 82 ]        |
| 2020 | MTV Europe Music Awards                  | Best Video                                                           | ノミネート |               |
| 2020 | MTV Europe Music Awards                  | Best Collaboration                                                   | ノミネート |               |
| 2020 | NMPA Awards                              | Gold Single                                                          | 受賞       | [ 83 ]        |
| 2020 | NMPA Awards                              | 3x Multi-Platinum Single                                             | 受賞       | [ 83 ]        |
| 2020 | Official Charts Awards                   | Official Singles Chart Top 100 Number One                            | 受賞       | [ 84 ]        |
| 2020 | Official Charts Awards                   | Official Singles Top 40 Number One                                   | 受賞       | [ 85 ]        |
| 2020 | People's Choice Awards                   | Song of 2020                                                         | ノミネート | [ 86 ]        |
| 2020 | People's Choice Awards                   | Music Video of 2020                                                  | ノミネート | [ 86 ]        |
| 2020 | People's Choice Awards                   | Collaboration of 2020                                                | 受賞       | [ 86 ]        |
| 2020 | Prêmio POP Mais                          | Hit Internacional                                                    | 受賞       | [ 87 ]        |
| 2020 | Soul Train Music Awards                  | Rhythm &amp; Bars Award                                              | ノミネート |               |
| 2021 | Gold Derby Music Awards                  | Best Music Video                                                     | ノミネート | [ 88 ] [ 89 ] |
| 2021 | Gold Derby Music Awards                  | Record of the Year                                                   | ノミネート | [ 88 ] [ 89 ] |
| 2021 | <i id="mwAz8">GAFFA</i> Awards (Denmark) | Best Foreign Song                                                    | ノミネート | [ 90 ]        |
| 2021 | iHeartRadio Music Awards                 | Best Music Video                                                     | ノミネート | [ 91 ]        |
| 2021 | iHeartRadio Music Awards                 | TikTok Bop of the Year                                               | ノミネート | [ 91 ]        |
| 2021 | ASCAP Rhythm & Soul Music Awards         | Winning Songs                                                        | 受賞       | [ 92 ]        |
| 2021 | Official Charts Awards                   | UK Specialist Number One Award for Streaming Number One              | 受賞       | [ 93 ]        |
| 2021 | Official Charts Awards                   | UK Specialist Number One Award for Audio Streaming Number One        | 受賞       | [ 93 ]        |
| 2021 | Official Charts Awards                   | UK Specialist Number One Award for Hip-Hop/R&B Number One            | 受賞       | [ 93 ]        |
| 2021 | Official Charts Awards                   | UK Specialist Number One Award for Official Irish Singles Number One | 受賞       | [ 93 ]        |
| 2021 | Billboard Music Awards                   | Top Rap Song                                                         | ノミネート |               |
| 2021 | Billboard Music Awards                   | Top Selling Song                                                     | ノミネート |               |
| 2021 | Billboard Music Awards                   | Top Streaming Song                                                   | ノミネート |               |
| 2021 | MTV Video Music Awards                   | Video of the Year                                                    | ノミネート |               |
| 2021 | MTV Video Music Awards                   | Song of the Year                                                     | ノミネート |               |
| 2021 | MTV Video Music Awards                   | Best Collaboration                                                   | ノミネート |               |
| 2021 | MTV Video Music Awards                   | Best Hip-Hop                                                         | ノミネート |               |
| 2021 | NMPA Awards                              | 5x Multi-Platinum Single                                             | 受賞       | [ 83 ]        |
| 2021 | BET Awards                               | Song of the Year                                                     | 受賞       |               |
| 2021 | BET Awards                               | Best Hip Hop Video                                                   | 受賞       |               |
| 2021 | BET Awards                               | Best Collaboration                                                   | 受賞       |               |
| 2021 | BET Awards                               | Coca-Cola Viewers' Choice Award                                      | ノミネート |               |
| 2021 | BMI R&amp;B/Hip-Hop Awards               | Most Performed R&B/Hip-Hop Song                                      | 受賞       | [ 94 ]        |
| 2021 | BET Hip Hop Awards                       | Song of the Year                                                     | 受賞       | [ 95 ]        |
| 2021 | BET Hip Hop Awards                       | Best Hip-Hop Video                                                   | 受賞       | [ 95 ]        |
| 2021 | BET Hip Hop Awards                       | Best Collaboration                                                   | 受賞       | [ 95 ]        |

- Cardi B – vocals, songwriting
- Megan Thee Stallion – vocals, songwriting
- Ayo the Producer – production, songwriting
- Keyz – production, songwriting
- Pardison Fontaine – songwriting
- Frank Ski – songwriting
- Evan LaRay – engineering
- Shawn "Source" Jarrett – engineering
- Leslie Braithwaite – mixing
- Colin Leonard – mastering

| Chart (2020–2021)                                                             | Peak position |
| ----------------------------------------------------------------------------- | ------------- |
| アルゼンチン (Argentina Hot 100)                                              | 17            |
| オーストラリア (ARIA)                                                         | 1             |
| Australia Urban (ARIA)                                                        | 1             |
| オーストリア (Ö3 Austria Top 40)                                              | 8             |
| ベルギー (Ultratop 50 Flanders)                                               | 14            |
| ベルギー (Ultratop 50 Wallonia)                                               | 41            |
| Brazil (UBC)                                                                  | 9             |
| カナダ (Canadian Hot 100)                                                     | 1             |
| チェコ (Singles Digitál Top 100)                                              | 10            |
| デンマーク (Tracklisten)                                                      | 7             |
| Estonia (Eesti Tipp-40)                                                       | 2             |
| Euro Digital Song Sales (Billboard)                                           | 9             |
| Finland (Suomen virallinen lista)                                             | 4             |
| フランス (SNEP)                                                               | 30            |
| ドイツ (GfK Entertainment charts)                                             | 12            |
| Global 200 (Billboard)                                                        | 1             |
| Greece International (IFPI)                                                   | 1             |
| ハンガリー (Single Top 40)YEAR AND WEEK MANDATORY FIELDS FOR HUNGARIAN CHARTS | 8             |
| ハンガリー (Stream Top 40)YEAR AND WEEK MANDATORY FIELDS FOR HUNGARIAN CHARTS | 2             |
| Iceland (Plötutíðindi)                                                        | 11            |
| ERROR: MUST PROVIDE DATE FOR IRISH ICC CHART                                  | 1             |
| イタリア (FIMI)                                                               | 34            |
| Japan Hot Overseas (Billboard)                                                | 10            |
| Lithuania (AGATA)                                                             | 1             |
| Malaysia (RIM)                                                                | 8             |
| Netherlands (Dutch Top 40 Tipparade)                                          | 1             |
| オランダ (Single Top 100)                                                     | 16            |
| ニュージーランド (Recorded Music NZ)                                          | 1             |
| ノルウェー (VG-lista)                                                         | 2             |
| ポルトガル (AFP)                                                              | 5             |
| Romania (Airplay 100)                                                         | 47            |
| ERROR: YOU MUST PROVIDE DATE FOR SCOTTISH CHART                               | 8             |
| Singapore (RIAS)                                                              | 4             |
| スロバキア (Singles Digitál Top 100)                                          | 5             |
| South Korea (Gaon)                                                            | 121           |
| Spain (PROMUSICAE)                                                            | 63            |
| スウェーデン (Sverigetopplistan)                                              | 6             |
| スイス (Schweizer Hitparade)                                                  | 5             |
| ERROR: MUST PROVIDE DATE FOR UK CHART                                         | 1             |
| ERROR: MUST PROVIDE DATE FOR UK R&B CHART                                     | 1             |
| US Billboard Hot 100                                                          | 1             |
| US Hot R&B/Hip-Hop Songs (Billboard)                                          | 1             |
| US R&B/Hip-Hop Airplay (Billboard)                                            | 3             |
| US Rhythmic (Billboard)                                                       | 1             |
| US Rolling Stone Top 100                                                      | 1             |

| Chart (2020)              | Peak position |
| ------------------------- | ------------- |
| Brazil (Top 50 Streaming) | 16            |

| Chart (2020)                         | Position |
| ------------------------------------ | -------- |
| Australia (ARIA)                     | 19       |
| Austria (Ö3 Austria Top 40)          | 53       |
| Belgium (Ultratop Flanders)          | 96       |
| Canada (Canadian Hot 100)            | 37       |
| Denmark (Tracklisten)                | 89       |
| France (SNEP)                        | 168      |
| Germany (Official German Charts)     | 96       |
| Hungary (Single Top 40)              | 76       |
| Hungary (Stream Top 40)              | 32       |
| Ireland (IRMA)                       | 16       |
| New Zealand (Recorded Music NZ)      | 28       |
| Sweden (Sverigetopplistan)           | 77       |
| Switzerland (Schweizer Hitparade)    | 60       |
| UK Singles (OCC)                     | 23       |
| US Billboard Hot 100                 | 24       |
| US Hot R&B/Hip-Hop Songs (Billboard) | 10       |
| US Rhythmic (Billboard)              | 31       |
| US Rolling Stone Top 100             | 7        |

| Chart (2021)                         | Position |
| ------------------------------------ | -------- |
| Australia (ARIA)                     | 49       |
| Global 200 (Billboard)               | 42       |
| US Hot R&B/Hip-Hop Songs (Billboard) | 42       |

| 国/地域                                             | 認定        | 認定/売上数 |
| --------------------------------------------------- | ----------- | ----------- |
| オーストラリア (ARIA)                               | 4× Platinum | 280,000     |
| オーストリア (IFPI Austria)                         | Platinum    | 30,000      |
| ベルギー (BEA)                                      | Gold        | 20,000      |
| ブラジル (ABPD)                                     | 2× Diamond  | 320,000     |
| カナダ (Music Canada)                               | 7× Platinum | 560,000     |
| デンマーク (IFPI Danmark)                           | Platinum    | 90,000      |
| フランス (SNEP)                                     | Platinum    | 200,000     |
| ドイツ (BVMI)                                       | Gold        | 200,000     |
| イタリア (FIMI)                                     | Platinum    | 70,000      |
| ニュージーランド (RMNZ)                             | 2× Platinum | 60,000      |
| ノルウェー (IFPI Norway)                            | Platinum    | 60,000      |
| ポーランド (ZPAV)                                   | 3× Platinum | 0           |
| ポルトガル (AFP)                                    | 2× Platinum | 20,000      |
| イギリス (BPI)                                      | 2× Platinum | 1,200,000   |
| アメリカ合衆国 (RIAA)                               | 7× Platinum | 7,000,000   |
| * 認定のみに基づく売上数 ^ 認定のみに基づく出荷枚数 |             |             |

## Release history
| Region  | Date           | Format                     | Label    | Ref.            |
| ------- | -------------- | -------------------------- | -------- | --------------- |
| Various | August 6, 2020 | 7-inch vinyl cassette tape | Warner   | [ 175 ] [ 176 ] |
| Various | August 7, 2020 | Digital download streaming | Atlantic | [ 177 ]         |
| Italy   | August 7, 2020 | Radio airplay              | Warner   | [ 178 ]         |